# Peix emperador de ratlles blaves

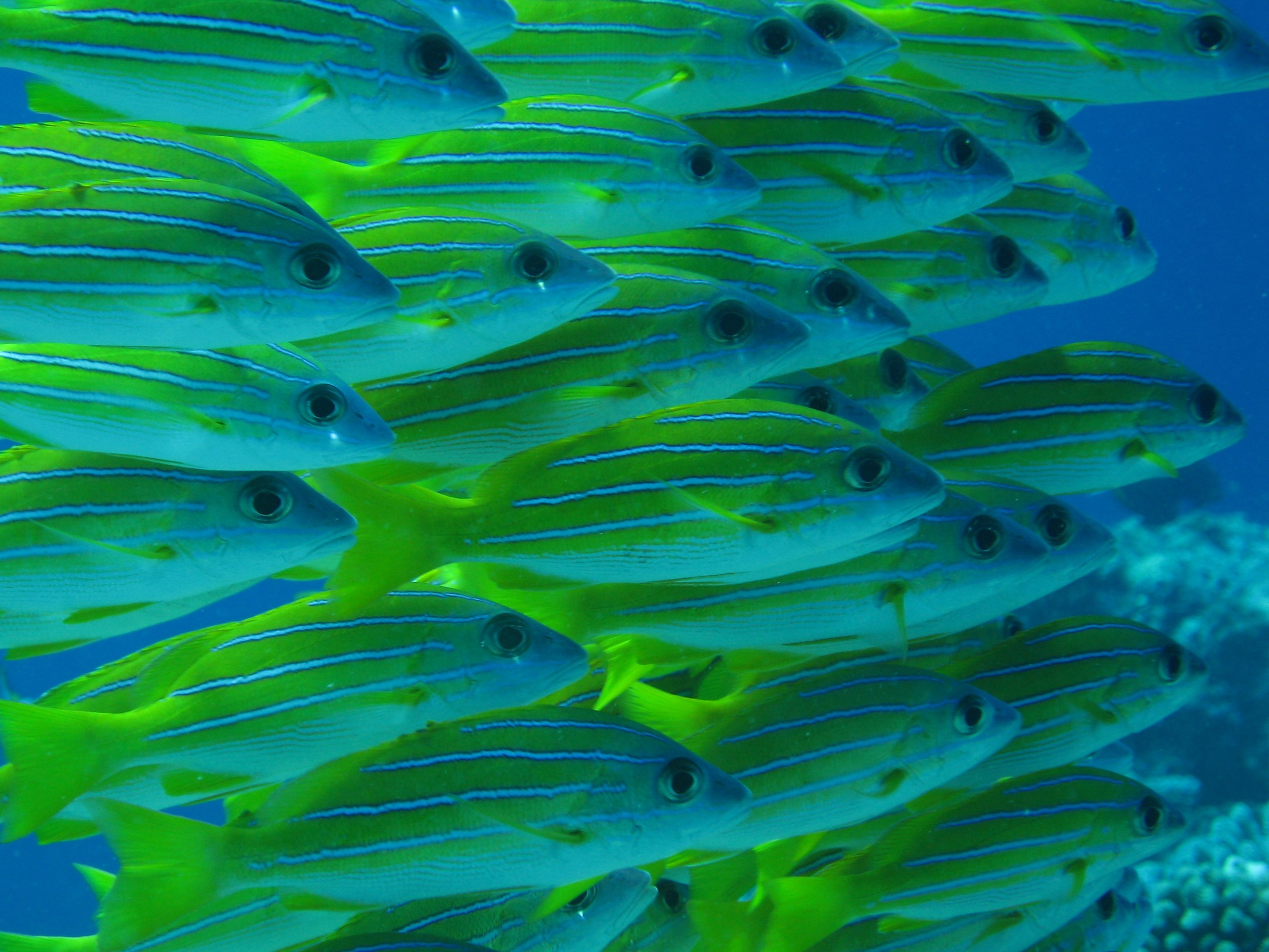
Exemplars fotografiats a Palau

El peix emperador de ratlles blaves (Lutjanus kasmira) és una espècie de peix de la família dels lutjànids i de l'ordre dels perciformes.

## Morfologia
- Els mascles poden assolir 40 cm de longitud total.[2][3]

## Alimentació
Menja peixos, gambes, crancs, cefalòpodes, crustacis planctònics i algues.

## Hàbitat
És un peix marí de clima tropical i associat als esculls de corall que viu entre 3-265 m de fondària.

## Distribució geogràfica
Es troba des del Mar Roig, l'Àfrica oriental i Sud-àfrica fins a les Illes Marqueses, les Illes de la Línia, el sud del Japó i Austràlia.